# Lista miniștrilor afacerilor externe în anul 2010
Lista miniștrilor afacerilor externe în anul 2010 se bazează pe Lista statelor lumii și pe Lista de teritorii dependente, așa cum sunt ele cunoscute de la 1 ianuarie 2010 pâna la 31 decembrie 2010.
Gruparea acestora s-a făcut pe baza statutului entitătii pe care o reprezintă după cim urmează State independente recunoscute cvasigeneral, State independente recunoscute parțial de comunitatea internațională, State independente nerecunoscute, Entități cu statut apropiat de cel de stat, Diviziuni administrative autonome, Territorii nesuverane, autonome sau cu administrație specială și Guverne alternative și / sau în exil. Ministrul afacerilor externe (numele oficial al funcției poate diferi de la stat la stat conform uzanțelor maționale) este acel membru al guvenului însărcinat cu aplicarea politicii  externe a staului și asigurarea relațiilor cu alte state și organizații internaționale cu responsabilități executive. Un ministru al Afacerilor exteren poate, după caz, asigura uneori și alte portofolii în cadrul unui guvern. Deoarece aceste portofolii nu prezintă interes pentru această listă, ele nu au fost prezentate.
Pot avea miniștri de externe și teritoriile autonome, fie ele diviziuni administrative sau teritorii dependente.

## State independente recunoscute cvasigeneral
| Statul                           | Funcția | Numele | Începând cu        |
| -------------------------------- | --- | --- | ------------------ |
| Afganistan                       | Miniștri ai Afacerilor Externe (succesivi)                                                                         | Zalmaï Rassoul | 18 ianuarie 2010   |
| Afganistan                       | Miniștri ai Afacerilor Externe (succesivi)                                                                         | Rangin Dadfar Spanta | 2 mai 2006         |
| Africa de Sud                    | Ministru al Relațiilor Internaționale și Cooperării                                                                | Maite Nkoana-Mashabane | 11 mai 2009        |
| Albania                          | Miniștri ai Afacerilor Externe (succesivi)                                                                         | Edmond Haxhinasto | 17 septembrie 2010 |
| Albania                          | Miniștri ai Afacerilor Externe (succesivi)                                                                         | Ilir Meta | 17 septembre 2009  |
| Algeria                          | Ministru al Afacerilor Externe și Cooperării Internaționale                                                        | Mourad Medelci | 4 iunie 2007       |
| Andorra                          | Ministru al Afacerilor Externe                                                                                     | Xavier Espot Miró | 9 iunie 2009       |
| Angola                           | Miniștri ai Relațiilor Externe (succesivi)                                                                         | Georges Rebelo Chicoti | 26 noiembrie 2010  |
| Angola                           | Miniștri ai Relațiilor Externe (succesivi)                                                                         | Assunção dos Anjos | 1 octombrie 2008   |
| Antigua și Barbuda               | Ministru al Afacerilor Externe                                                                                     | Baldwin Spencer (prim-ministru) | 6 ianuarie 2005    |
| Arabia Saudită                   | Ministru al Afacerilor Externe                                                                                     | Saud bin Faisal bin Abdulaziz Al Saud                                                                                               | 30 martie 1975     |
| Argentina                        | Miniștri ai Afacerilor Externe (succesivi)                                                                         | Héctor Timerman | 22 iunie 2010      |
| Argentina                        | Miniștri ai Afacerilor Externe (succesivi)                                                                         | Jorge Taiana | 1 decembrie 2005   |
| Armenia                          | Ministru al Afacerilor Externe                                                                                     | Eduard Nalbandyan | 14 aprilie 2008    |
| Australia                        | Miniștri pentru Afacerile Externe (succesivi)                                                                      | Kevin Rudd | 14 septembrie 2010 |
| Australia                        | Miniștri pentru Afacerile Externe (succesivi)                                                                      | Stephen Smith | 3 decembrie 2007   |
| Austria                          | Ministru federal pentru Afacerile Externe și Integrarea Europeană                                                  | Michael Spindelegger | 2 decembrie 2008   |
| Azerbaidjan · (vezi și: §3 )     | Ministru al Afacerilor Externe                                                                                     | Elmar Mammadyarov | 2 aprilie 2004     |
| Bahamas                          | Ministru al Afacerilor Externe și Imigrației                                                                       | Brent Symonette | 4 mai 2007         |
| Bahrain                          | Ministru al Afacerilor Externe                                                                                     | șeic Khalid ibn Ahmad Al Khalifah                                                                                                   | 26 septembrie 2005 |
| Bangladesh                       | Munistru al Afacerilor Externe                                                                                     | Dipu Moni | 6 ianuarie 2009    |
| Barbados                         | Ministru al Afacerilor Externe                                                                                     | Maxine McClean | 24 noiembrie 2008  |
| Belarus                          | Ministru al Afacerilor Externe                                                                                     | Syarhey Martynau | 21 martie 2003     |
| Belgia · (vezi și : §11)         | Ministru al Afacerilor Externe și Europene                                                                         | Steven Vanackere | 25 noiembrie 2009  |
| Belize                           | Ministru al Afacerilor Externe                                                                                     | Wilfred Elrington | 12 februarie 2008  |
| Benin                            | Ministru al Afacerilor Externe, Integrării Africane Francofoniei și Beninezilor din Străinătate                    | Jean-Marie Ehouzou | 22 octombrie 2008  |
| Bhutan                           | Ministru al Afacerilor Externe                                                                                     | Ugyen Tshering | 9 aprilie 2008     |
| Birmania                         | Ministru al Afacerilor Externe                                                                                     | Nyan Win | 18 septembrie 2004 |
| Bolivia                          | Ministru al Relațiilor Externe                                                                                     | David Choquehuanca | 23 ianuarie 2006   |
| Bosnia și Herzegovina            | Ministru al Afacerilor Externe                                                                                     | Sven Alkalaj | 9 februarie 2007   |
| Botswana                         | Ministru al Afacerilor Internaționale și Cooperării înternaționale                                                 | Phandu Skelemani | 1 aprilie 2008     |
| Brazilia                         | Ministru al Relațiilor Externe                                                                                     | Celso Amorim | 1 ianuarie 2003    |
| Brunei                           | Ministru al Afacerilor Externe                                                                                     | Mohamed Bolkiah (sultan și prim-ministru)                                                                                           | 1 ianuarie 1984    |
| Brunei                           | Ministru Secund al Afacerilor Externe                                                                              | Lim Jock Seng | 24 mai 2005        |
| Bulgaria                         | Miniștri ai Afacerilor Externe (succesivi)                                                                         | Nikolai Mladenov | 27 ianuarie 2010   |
| Bulgaria                         | Miniștri ai Afacerilor Externe (succesivi)                                                                         | Rumiana Jeleva | 27 iulie 2009      |
| Burkina Faso                     | Ministru al Afacerilor Externe, Cooperării și Burkinezilor din Străinătate                                         | Alain Bedouma Yoda | 4 septembrie 2008  |
| Burundi                          | Ministru al Relațiilor Externe și Cooperării Internaționale                                                        | Augustin Nsanze | 29 ianuarie 2009   |
| Cambodgia                        | Ministru al Afacerilor Externe și Cooperării Internaționale                                                        | Hor Namhong | 30 noiembrie 1998  |
| Camerun                          | Ministru al Relațiilor Externe                                                                                     | Henri Eyebe Ayissi | 7 septembrie 2007  |
| Canada · (vezi și : §11)         | Ministru al Afacerilor Externe                                                                                     | Lawrence Cannon | 30 octombrie 2008  |
| Capul Verde                      | Miniștru al Afacerilor Externe                                                                                     | José Brito | 27 iunie 2008      |
| Cehia                            | Miniștri ai Afacerilor Externe (succesivi)                                                                         | Karel Schwarzenberg | 13 iulie 2010.     |
| Cehia                            | Miniștri ai Afacerilor Externe (succesivi)                                                                         | Jan Kohout | 8 mai 2009         |
| Centrafricană, Republica         | Ministru al Afacerilor Externe, Integrării Africane, Francofoniei și Centrafricanulor din Străinătate              | Antoine Gambi | 18 ianuarie 2009   |
| Chile                            | Miniștri ai Afacerilor Externe (succesivi)                                                                         | Alfredo Moreno | 11 martie 2010     |
| Chile                            | Miniștri ai Afacerilor Externe (succesivi)                                                                         | Mariano Fernández | 12 martie 2009     |
| China (vezi și : §2, și §10)     | Ministru al Afacerilor Externe                                                                                     | Yang Jiechi | 27 aprilie 2007    |
| Ciad                             | Ministru al Afacerilor Externe, Integrării Africane și Cooperării Internaționale                                   | Moussa Faki | 23 aprilie 2008    |
| Cipru · (vezi și : §2)           | Ministru al Afacerilor Externe                                                                                     | Markos Kyprianou | 3 martie 2008      |
| Coasta de Fildeș                 | Miniștri aî Afacerilor Externe (succesivi)                                                                         | Alcide Djédjé , </ref> (guvernul Laurent Gbagbo) (corevendicator ȋncepȃnd cu 7 decembrie 2010)                                      | 7 decembrie 2010   |
| Coasta de Fildeș                 | Miniștri aî Afacerilor Externe (succesivi)                                                                         | Jean-Marie Kacou Gervais <, (guvernul Alassane Ouattara ȋncepȃnd cu 5 decembrie 2010) (corevendicator ȋncepȃnd cu 7 decembrie 2010) | 4 martie 2010      |
| Coasta de Fildeș                 | Miniștri aî Afacerilor Externe (succesivi)                                                                         | Youssouf Bakayoko | 3 ianuarie 2006    |
| Columbia                         | Miniștri ai Relațiilor Externe (succesivi)                                                                         | María Ángela Holguín | 7 august 2010      |
| Columbia                         | Miniștri ai Relațiilor Externe (succesivi)                                                                         | Jaime Bermúdez | 18 iulie 2008      |
| Comore                           | Ministru al Relațiilor Externe, Cooperării Internaționale și Comorienilor din Străinătate (succesivi)              | Fahmi Said Ibrahim | 26 mai 2010        |
| Comore                           | Ministru al Relațiilor Externe, Cooperării Internaționale și Comorienilor din Străinătate (succesivi)              | Ahmed Saïd Jaffar | 28 mai 2006        |
| Congo, Republica                 | Ministru al Afacerilor Externe, Cooperării și Congolezilor din Străinătate                                         | Basile Ikouébé | 31 mai 2007        |
| Congo, Republica Democrată       | Ministru al Afacerilor Externe, și întegrării Regionale                                                            | Alexis Thambwe Mwamba | 26 octobrie 2008   |
| Coreea, Republica                | Miniștri ai Afacerilor Externe (succesivi)                                                                         | Kim Sung-hwan | 8 octombrie 2010   |
| Coreea, Republica                | Miniștri ai Afacerilor Externe (succesivi)                                                                         | Yu Myung-hwan | 29 februarie 2008  |
| Coreeană, R.P.D.                 | Ministru al Afacerilor Externe                                                                                     | Pak Ui-chun | 18 mai 2007        |
| Costa Rica                       | Miniștri ai Relațiilor Externe (succesivi)                                                                         | René Castro | 8 mai 2010         |
| Costa Rica                       | Miniștri ai Relațiilor Externe (succesivi)                                                                         | Bruno Stagno | 8 mai 2006         |
| Croația                          | Ministru al Afacerilor Externe și Europene                                                                         | Gordan Jandrokovic | 12 ianuarie 2008   |
| Cuba                             | Ministru al Relațiilor Externe                                                                                     | Bruno Rodríguez Parrilla | 2 martie 2009      |
| Danemarca · (vezi și : §9)       | Miniștri pentru Afacerile Externe (succesivi)                                                                      | Lene Espersen | 23 februarie 2010  |
| Danemarca · (vezi și : §9)       | Miniștri pentru Afacerile Externe (succesivi)                                                                      | Per Stig Møller | 27 noiembrie 2001  |
| Djibouti                         | Ministru al Afacerilor Externe și Cooperării Internaționale                                                        | Mahamoud Ali Youssouf | 22 mai 2005        |
| Dominica                         | Miniștri ai Afacerilor Externe și ale CARICOM (succesivi)                                                          | Roosevelt Skerrit (prim-ministru)                                                                                                   | 4 ianuarie 2010    |
| Dominica                         | Miniștri ai Afacerilor Externe și ale CARICOM (succesivi)                                                          | Vince Henderson | 18 novembre 2008   |
| Dominicană, Republica            | Ministru al Afacerilor Externe                                                                                     | Carlos Morales Troncoso | 16 august 2004     |
| Ecuador                          | Miniștri ai Relațiilor Externe și Integrării (succesivi)                                                           | Ricardo Patiño | 28 ianuarie 2010   |
| Ecuador                          | Miniștri ai Relațiilor Externe și Integrării (succesivi)                                                           | Lautaro Pozo Malo (interimar) | 14 ianuarie 2010   |
| Ecuador                          | Miniștri ai Relațiilor Externe și Integrării (succesivi)                                                           | Fander Falconí | 15 decembrie 2008  |
| Egipt                            | Ministru al Afacerilor Externe                                                                                     | Ahmed Aboul Gheit | 9 iulie 2004       |
| El Salvador                      | Ministru al Relațiilor Externe                                                                                     | Hugo Martínez | 1 iunie 2009       |
| Elveția                          | Șef al Departamentului Federal al Afacerilor Externe                                                               | Micheline Calmy-Rey | 1 ianuarie 2003    |
| Emiratele Arabe Unite            | Ministru al Afacerilor Externe                                                                                     | Abdullah bin Zayed Al Nahyan | 9 februarie 2006   |
| Eritreea                         | Ministru al Afacerilor Externe                                                                                     | Osman Saleh Mohammed | 16 aprilie 2007    |
| Estonia                          | Ministru al Afacerilor Externe                                                                                     | Urmas Paet | 13 aprilie 2005    |
| Etiopia                          | Miniștri ai Afacerilor Externe (succesivi)                                                                         | Hailemariam Desalegn | 5 octombre 2010    |
| Etiopia                          | Miniștri ai Afacerilor Externe (succesivi)                                                                         | Seyoum Mesfin | 1991               |
| Fiji                             | Ministru pentru Afaceri Externe                                                                                    | Inoke Kubuabola | 24 iulie 2009      |
| Filipine                         | Secretar al Afacerilor Externe                                                                                     | Alberto Romulo | 18 august 2004     |
| Finlanda                         | Ministru al Afacerilor Externe                                                                                     | Alexander Stubb | 4 aprilie 2008     |
| Franța (vezi și : §6)            | Miniștri ai Afacerilor Externe și Europene (succesivi)                                                             | Michèle Alliot-Marie | 14 noiembrie 2010  |
| Franța (vezi și : §6)            | Miniștri ai Afacerilor Externe și Europene (succesivi)                                                             | Bernard Kouchner | 18 mai 2007        |
| Gabon                            | Ministru al Afacerilor Externe Cooperării Internaționale și Francofoniei, însărcinați cu Gabonezii din Străinătate | Paul Toungui | 7 octombrie 2008   |
| Gambia                           | Miniștri ai Afacerilor Externe (succesivi)                                                                         | Mamadou Tangara | 7 iunie 2010       |
| Gambia                           | Miniștri ai Afacerilor Externe (succesivi)                                                                         | Ousaman Jammeh | 11 septembrie 2009 |
| Georgia · (vezi și: §2,)         | Ministru al Afaceilor Externe                                                                                      | Grigol Vashadze | 5 decembrie 2008   |
| Germania · (vezi și :§11)        | Ministru al Afacerilor Externe Externe                                                                             | Guido Westerwelle | 28 octombrie 2009  |
| Ghana                            | Ministru al Afacerilor Externe și Integrării Regionale                                                             | Mohammed Mumuni | 27 ianuarie 2009   |
| Grecia                           | Ministri ai Afacerilor Externe (succesivi)                                                                         | Dimitrios Droutsas | 7 septembrie 2010  |
| Grecia                           | Ministri ai Afacerilor Externe (succesivi)                                                                         | George Papandreou (prim-ministru)                                                                                                   | 7 octombrie 2009   |
| Grenada                          | Miniștri ai Afacerilor Externe (succesivi)                                                                         | Karl Hood | 22 noiembrie 2010  |
| Grenada                          | Miniștri ai Afacerilor Externe (succesivi)                                                                         | Peter David | 13 iulie 2008      |
| Guatemala                        | Ministru al Relațiilor Externe                                                                                     | Haroldo Rodas | 14 ianuarie 2008   |
| Guineea                          | Miniștri ai Afacerilor Externe și Guineezilor din Străinătate (succesivi)                                          | Edouard Niankoye Lamah | 27 decembrie 2010  |
| Guineea                          | Miniștri ai Afacerilor Externe și Guineezilor din Străinătate (succesivi)                                          | Bakary Fofana | 15 feebruarie 2010 |
| Guineea                          | Miniștri ai Afacerilor Externe și Guineezilor din Străinătate (succesivi)                                          | Alexandre Cécé Loua | 14 ianuarie 2009   |
| Guineea-Bissau                   | Ministru al Afacerilor Externe și Cooperării Internaționale                                                        | Adelino Mano Quetá | 28 octombrie 2009  |
| Guineea Ecuatorială              | Ministru al Afacerilor Externe și Cooperării Internaționale                                                        | Pastor Micha Ondo Bile | 11 februarie 2003  |
| Guyana                           | Ministru al Afacerilor Externe                                                                                     | Carolyn Rodrigues | 10 aprilie 2008    |
| Haiti                            | Ministru al Afacerilor Externe                                                                                     | Marie Michèle Rey | 11 novembre 2009   |
| Honduras                         | Ministru al Relațiilor Externe (succesivi)                                                                         | Mario Canahuati | 27 ianuarie 2010   |
| Honduras                         | Ministru al Relațiilor Externe (succesivi)                                                                         | Carlos López Contreras | 13 iulie 2009      |
| India                            | Ministru al Afacerilor Externe                                                                                     | S.M. Krishna | 23 mai 2009        |
| Indonezia                        | Ministru al Afacerilor Externe                                                                                     | Marty Natalegawa | 22 octobre 2009    |
| Iordania                         | Ministru al Afacerilor Externe și al Expatriaților                                                                 | Nasser Judeh | 23 februarie 2009  |
| Irak · (vezi și: §9)             | Miniștru al Afacerilor Externe                                                                                     | Hoshyar Zebari | 3 septembire 2003  |
| Iran                             | Miniștri ai Afacerilor Externe (succesivi)                                                                         | Ali Akbar Salehi (interimar) | 13 decembrie 2010  |
| Iran                             | Miniștri ai Afacerilor Externe (succesivi)                                                                         | Manouchehr Mottaki | 24 august 2005     |
| Irlanda                          | Ministru pentru Afacerile Externe                                                                                  | Micheál Martin | 6 mai 2008         |
| Islanda                          | Ministru pentru Afacerile Externe                                                                                  | Össur Skarphéðinsson | 1 februarie 2009   |
| Israel · (vezi și : §2)          | Ministru al Afacerilor Externe                                                                                     | Avigdor Lieberman | 31 martie 2009     |
| Italia                           | Ministru al Afacerilor Externe                                                                                     | Franco Frattini | 8 mai 2008         |
| Jamaica                          | Ministru al Afacerilor Externe                                                                                     | Kenneth Baugh | 14 septembrie 2007 |
| Japonia                          | Miniștri ai Afacerilor Externe (succesivi)                                                                         | Seiji Maehara | 17 septembrie 2010 |
| Japonia                          | Miniștri ai Afacerilor Externe (succesivi)                                                                         | Katsuya Okada | 16 septembrie 2009 |
| Kazahstan                        | Ministru al Afacerilor Externe                                                                                     | Kanat Saudabayev | 14 septembrie 2009 |
| Kârgâzstan                       | Miniștri ai Afacerilor Externe (succesivi)                                                                         | Ruslan Kazakbayev | 14 aprilie 2010    |
| Kârgâzstan                       | Miniștri ai Afacerilor Externe (succesivi)                                                                         | Kadyrbek Sarbayev | 26 ianuarie 2009   |
| Kenya                            | Secretari ai Cabinetului pentru Afacerile Externe                                                                  | George Saitot (interimar) | 27 octombrie 2010  |
| Kenya                            | Secretari ai Cabinetului pentru Afacerile Externe                                                                  | Moses Wetangula | 10 ianuarie 2008   |
| Kiribati                         | Ministru pentru Afacerile Externe și Imigrare                                                                      | Anote Tong (președinte) | 10 iulie 2003      |
| Kuweit                           | Ministru al Afacerilor Externe                                                                                     | Mohammed el-Sabah el-Salim el-Sabah                                                                                                 | 14 iulie 2003      |
| Laos                             | Ministru al Afacerilor Externe                                                                                     | Thongloun Sisoulith | 8 iunie 2006       |
| Lesotho                          | Ministru al Afacerilor Externe și Relațiilor Internaționale                                                        | Mohlabi Tsekoa | 2 martie 2007      |
| Letonia                          | Ministri ai Afacerilor Externe (succesivi)                                                                         | Girts Valdis Kristovskis | 3 noiembrie 2010   |
| Letonia                          | Ministri ai Afacerilor Externe (succesivi)                                                                         | Aivis Ronis | 29 aprilie 2010    |
| Letonia                          | Ministri ai Afacerilor Externe (succesivi)                                                                         | Maris Riekstins | 8 noiembrie 2007   |
| Liban                            | Ministru al Afacerilor Externe și Emigranților                                                                     | Ali Shami | 9 noiembrie 2009   |
| Liberia                          | Miniștri ai Afacerilor Externe (succesivi)                                                                         | Toga McIntosh | 4 decembrie 2010   |
| Liberia                          | Miniștri ai Afacerilor Externe (succesivi)                                                                         | Sylvester Grigsby (interimar) | 5 noiembrie 2010   |
| Liberia                          | Miniștri ai Afacerilor Externe (succesivi)                                                                         | Olubanke King-Akerele | 22 august 2007     |
| Libia                            | Secretar al Comitetului Popular General al Legăturilor Externe și Cooperării Internaționale                        | Moussa Koussa | 4 martie 2009      |
| Liechtenstein                    | Ministru al Afacerilor Externe                                                                                     | Aurelia Frick | 25 martie 2009     |
| Lituania                         | Miniștri ai Afacerilor Externe (succesivi)                                                                         | Audronius Ažubalis | 11 februarie 2010  |
| Lituania                         | Miniștri ai Afacerilor Externe (succesivi)                                                                         | Rasa Juknevičienė (interimară) | 26 ianuarie 2010   |
| Lituania                         | Miniștri ai Afacerilor Externe (succesivi)                                                                         | Vygaudas Ušackas | 9 decembrie 2008   |
| Luxemburg                        | Ministru al Afacerilor Externe și Imgrării                                                                         | Jean Asselborn | 31 iulie 2004      |
| Macedonia                        | Ministru al Afacerilor Externe                                                                                     | Antonio Milošoski | 28 august 2006     |
| Madagascar                       | Ministru al Afacerilor Externe (succesivi)                                                                         | Hyppolite Ramaroson | 25 februarie 2010  |
| Madagascar                       | Ministru al Afacerilor Externe (succesivi)                                                                         | Ny Hasina Andriamanjato | 17 martie 2009     |
| Malaezia                         | Ministru al Afacerilor Externe                                                                                     | Anifah Aman | 10 aprilie 2009    |
| Malawi                           | Ministru al Afacerilor Externe și Cooperării Internaționale                                                        | Etta Banda | 17 iunie 2009      |
| Maldive                          | Miniștri ai Afacerilor Externe și Coperării înternaționale (succesivi)                                             | Mohamed Aslam (interimar) | 10 decembrie 2010  |
| Maldive                          | Miniștri ai Afacerilor Externe și Coperării înternaționale (succesivi)                                             | Ahmed Shaheed | 7 iulie 2010       |
| Maldive                          | Miniștri ai Afacerilor Externe și Coperării înternaționale (succesivi)                                             | funcție vacantă | 29 iunie 2010      |
| Maldive                          | Miniștri ai Afacerilor Externe și Coperării înternaționale (succesivi)                                             | Ahmed Shaheed | 12 noiembrie 2008  |
| Mali                             | Ministru al Afacerilor Externe, Cooperării Internaționale și Integrării Africane                                   | Moctar Ouane | 2 mai 2004         |
| Malta                            | Ministru al Afacerilor Externe                                                                                     | Tonio Borg | 12 martie 2008     |
| Maroc · (vezi și : §2)           | Ministri al Afacerilor Externe și Cooperării                                                                       | Taieb Fassi Fihri | 15 octombrie 2007  |
| Marshall, Insulele               | Ministru al Afacerilor Externe                                                                                     | John Silk | 30 martie 2009     |
| Mauritania                       | Ministru al Afacerilor Externe și Cooperării                                                                       | Naha Mint Mouknass | 11 august 2009     |
| Mauritania                       | Ministru al Afacerilor Externe și Integrării Regionale                                                             | Arvin Boolell | 13 septembrie 2008 |
| Mexic                            | Secretar al Relațiilor Externe                                                                                     | Patricia Espinosa | 1 decembrie 2006   |
| Micronezia                       | Secretar al Afacerilor Externe                                                                                     | Lorin S. Robert | 29 iunie 2007      |
| Moldova, Republica (vezi și: §3) | Ministru al Afacerilor Externe și Integrării Europene                                                              | Iurie Leancă | 25 septembrie 2009 |
| Monaco                           | Ministru al Relațiilor Externe și Cooperării                                                                       | Franck Biancheri | 20 iunie 2008      |
| Mongolia                         | Ministru al Relațiilor Externe                                                                                     | Gombojav Zandanshatar | 12 noiembrie 2009  |
| Mozambic                         | Ministru al Afacerilor Externe și Cooperării                                                                       | Oldemiro Balói | 10 martie 2008     |
| Muntenegru                       | Ministru al Afacerilor Externe și Integrării Europene                                                              | Milan Roćen | 10 noiembrie 2006  |
| Namibia                          | Miniștri ai Relațiilor Internaționale și Cooperării (succesivi)                                                    | Utoni Nujoma | 21 martie 2010     |
| Namibia                          | Miniștri ai Relațiilor Internaționale și Cooperării (succesivi)                                                    | Marco Hausiku | 27 mai 2004        |
| Nauru                            | Ministru pentru Afacerile Externe                                                                                  | Kieren Keke | 19 decembrie 2007  |
| Nepal                            | Ministru al Afacerilor Externe                                                                                     | Sujata Koirala | 4 iunie 2009       |
| Nicaragua                        | Ministru al Relațiilor Externe                                                                                     | Samuel Santos López | 10 ianuarie 2007   |
| Niger                            | Miniștri ai Afacerilor Externe, Cooperării, Integrării Africane și Nigerenilor din Străinătate (succesivi)         | Touré Aminatou Maiga | 1 martie 2010      |
| Niger                            | Miniștri ai Afacerilor Externe, Cooperării, Integrării Africane și Nigerenilor din Străinătate (succesivi)         | Aïchatou Mindaoudou | 17 septembrie 2001 |
| Nigeria                          | Miniștri ai Afacerilor Externe (succesivi)                                                                         | Odein Ajumogobia | 6 aprilie 2010     |
| Nigeria                          | Miniștri ai Afacerilor Externe (succesivi)                                                                         | Martin Uhomoibhi (interimar) | 22 martie 2010     |
| Nigeria                          | Miniștri ai Afacerilor Externe (succesivi)                                                                         | Ojo Maduekwe | 26 iulie 2007      |
| Norvegia                         | Ministru al Afacerilor Externe                                                                                     | Jonas Gahr Støre | 17 octombrie 2005  |
| Noua Zeelandă · (vezi și : §7)   | Ministru al Afcerilor Externe                                                                                      | Murray McCully | 19 noiembrie 2008  |
| Oman                             | Ministru al Afacerilor Externe                                                                                     | Qaboos bin Said Al Said (sultan și prim-ministru)                                                                                   | 2 ianuarie 1972    |
| Oman                             | Ministru Responsabil pentru Afacerile Externe                                                                      | Yusuf bin Alawi bin Abdullah | 19 decembrie 1997  |
| Pakistan                         | Ministru al Afacerilor Externe                                                                                     | Shah Mehmood Qureshi | 31 martie 2008     |
| Palau                            | Miniștri de Stat (pentru Afaceri Externe) (succesivi)                                                              | Victor Yano | 19 aprilie 2010    |
| Palau                            | Miniștri de Stat (pentru Afaceri Externe) (succesivi)                                                              | Ramon Rechebei (interimar) | 19 martie 2010     |
| Palau                            | Miniștri de Stat (pentru Afaceri Externe) (succesivi)                                                              | Sandra Pierantozzi | 6 februarie 2009   |
| Panama                           | Ministru al Relațiilor Externe                                                                                     | Juan Carlos Varela | 1 iulie 2009       |
| Papua Noua Guinee                | Ministru pentru Afacerile Externe și Imigrare (succesivi)                                                          | Don Polye | 7 decembrie 2010   |
| Papua Noua Guinee                | Ministru pentru Afacerile Externe și Imigrare (succesivi)                                                          | Sam Abal | 29 august 2007     |
| Paraguay                         | Ministru al Relațiilor Externe                                                                                     | Héctor Lacognata | 29 aprilie 2009    |
| Peru                             | Ministru al Relațiilor Externe                                                                                     | José Antonio García Belaúnde | 28 iulie 2006      |
| Polonia                          | Ministru al Afacerilor Externe                                                                                     | Radosław Sikorski | 16 noiembrie 2007  |
| Portugalia                       | Ministru pentru Afaceri Externe                                                                                    | Luís Amado | 3 iulie 2006       |
| Qatar                            | Ministru al Afacerilor Externe                                                                                     | Hamad ben Jassem el-Thani (prim-ministru)                                                                                           | 11 ianuarie 1992   |
| Regatul Unit (vezi și : §11)     | Secretari de Stat pentru Afacerile Externe și ale Commonwealth -ului (succesivi)                                   | William Hague | 12 mai 2010        |
| Regatul Unit (vezi și : §11)     | Secretari de Stat pentru Afacerile Externe și ale Commonwealth -ului (succesivi)                                   | David Miliband | 28 iunie 2007      |
| România                          | Ministru al Afacerilor Externe                                                                                     | Teodor Baconschi | 23 decembrie 2009  |
| Rusia                            | Ministru al Afacerilor Externe                                                                                     | Sergey Lavrov | 9 martie 2004      |
| Rwanda                           | Ministru al Afacerilor Externe și Cooperării Regionale                                                             | Louise Mushikiwabo | 3 decembrie 2009   |
| Samoa                            | Ministru al Afacerilor Externe                                                                                     | Tuilaepa Aiono Sailele Malielegaoi (prin-ministru)                                                                                  | 23 noiembrie 1998  |
| San Marino                       | Secretar de Stat pentru Afacerile Externe și Politice                                                              | Antonella Mularoni | 4 decembrie 2008   |
| São Tomé și Príncipe             | Miniștri ai Afacerilor Externe (succesivi)                                                                         | Manuel Salvador dos Ramos | 14 august 2010     |
| São Tomé și Príncipe             | Miniștri ai Afacerilor Externe (succesivi)                                                                         | Carlos Alberto Pires Tiny | 22 iunie 2008      |
| Senegal                          | Ministru al Afacerilor Externe și Senegalezilor din Străinătate                                                    | Madické Niang | 1 octombrie 2009   |
| Serbia · (vezi și : §2)          | Ministru al Afacerilor Externe                                                                                     | Vuk Jeremić | 15 mai 2007        |
| Seychelles                       | Miniștri pentru Afacerile Externe (succesivi)                                                                      | Jean-Paul Adam | 8 iunie 2010       |
| Seychelles                       | Miniștri pentru Afacerile Externe (succesivi)                                                                      | James Michel (președinte) | 15 septembrie 2009 |
| Sfânta Lucia                     | Ministru pentru Afacerile Externe                                                                                  | Rufus Bousquet | 2 februarie 2009   |
| Sfântul Cristofor și Nevis       | Miniștri ai Afacerilor Externe (succesivi)                                                                         | Sam Condor | 7 februarie 2010   |
| Sfântul Cristofor și Nevis       | Miniștri ai Afacerilor Externe (succesivi)                                                                         | Denzil Douglas (prim-ministru) | 8 august 2008      |
| Sfântul Vincențiu și Grenadinele | Miniștri ai Afacerilor Externe (succesivi)                                                                         | Douglas Slater | 19 decembrie 2010  |
| Sfântul Vincențiu și Grenadinele | Miniștri ai Afacerilor Externe (succesivi)                                                                         | Louis Straker | 8 decembrie 2005   |
| Sierra Leone                     | Miniștri ai Afacerilor Externe și Cooperării Internaționale (succesivi)                                            | Joseph B. Dauda | 4 decembrie 2010   |
| Sierra Leone                     | Miniștri ai Afacerilor Externe și Cooperării Internaționale (succesivi)                                            | Zainab Bangura | 8 octombrie 2007   |
| Singapore                        | Ministru pentru Afacerile Externe                                                                                  | George Yeo | 12 august 2004     |
| Siria                            | Ministru al Afacerilor Externe și Expatriaților                                                                    | Walid Muallem | 11 februarie 2000  |
| Slovacia                         | Miniștri ai Afacerilor Externe și Europene (succesivi)                                                             | Mikuláš Dzurinda | 9 iulie 2010       |
| Slovacia                         | Miniștri ai Afacerilor Externe și Europene (succesivi)                                                             | Miroslav Lajcák | 26 ianuarie 2009   |
| Slovenia                         | Ministru al Afacerilor Externe                                                                                     | Samuel Žbogar | 21 noiembrie 2008  |
| \| Solomon, Insulele             | Miniștri ai Afacerilor Externe (succesivi)                                                                         | Peter Shanel Agovaka | 27 august 2010     |
| \| Solomon, Insulele             | Miniștri ai Afacerilor Externe (succesivi)                                                                         | William Haomae | 22 decembrie 2007  |
| Somalia · (vezi și : §3 și §10)  | Miniștri ai Afacerilor Externe și Cooperării Internaționale (succesivi)                                            | Mohamed Abdullahi Omar | 27 noiembrie 2010  |
| Somalia · (vezi și : §3 și §10)  | Miniștri ai Afacerilor Externe și Cooperării Internaționale (succesivi)                                            | Yusuf Hassan Ibrahim | 28 iulie 2010      |
| Somalia · (vezi și : §3 și §10)  | Miniștri ai Afacerilor Externe și Cooperării Internaționale (succesivi)                                            | Ali Ahmed Jama Jangali | 18 august 2009     |
| Spania                           | Miniștri ai Afacerilor Externe și Cooperării (succesivi)                                                           | Trinidad Jiménez | 21 octombrie 2010  |
| Spania                           | Miniștri ai Afacerilor Externe și Cooperării (succesivi)                                                           | Miguel Angel Moratinos | 18 aprilie 2004    |
| Sri Lanka                        | Miniștri ai Afacerilor Externe (succesivi)                                                                         | Gamini Lakshman Peiris | 23 aprilie 2010    |
| Sri Lanka                        | Miniștri ai Afacerilor Externe (succesivi)                                                                         | Rohitha Bogollagama | 28 ianuarie 2007   |
| Statele Unite ale Americii       | Secretar de Stat                                                                                                   | Hillary Clinton | 21 ianuarie 2009   |
| Sudan                            | Miniștri ai Afacerilor Externe (succesivi)                                                                         | Ali Karti | 16 iunie 2010      |
| Sudan                            | Miniștri ai Afacerilor Externe (succesivi)                                                                         | Deng Alor | 16 octombrie 2007  |
| Suedia                           | Ministru pentru Afacerile Externe                                                                                  | Carl Bildt | 6 octombrie 2006   |
| Surinam                          | Miniștri ai Afacerilor Externe (succesivi)                                                                         | Winston Lackin | 13 august 2010     |
| Surinam                          | Miniștri ai Afacerilor Externe (succesivi)                                                                         | Lygia Kraag-Keteldijk | 1 septembrie 2005  |
| Swaziland                        | Ministru al Afacerilor Externe și Cooperării Internaționale                                                        | Lutfo Dlamini | 24 octombrie 2008  |
| Tadjikistan                      | Ministru al Afacerilor Externe                                                                                     | Khamrokhon Zarifi | 1 decembrie 2006   |
| Tanzania                         | Ministru pentru Afacerile Externe, Cooperare Internațională și Integrare Regională                                 | Bernard Membe | 11 ianuarie 2007   |
| Thailanda                        | Ministru al Afacerilor Externe                                                                                     | Kasit Piromya | 22 decembrie 2008  |
| Timorul de Est                   | Ministru al Afacerilor Externe și Cooperării                                                                       | Zacarias da Costa | 9 august 2007      |
| Togo                             | Miniștri ai Afacerilor Externe și Cooperării (succesivi)                                                           | Elliott Ohin | 28 mai 2010        |
| Togo                             | Miniștri ai Afacerilor Externe și Cooperării (succesivi)                                                           | Koffi Esaw | 15 septembrie 2008 |
| Tonga                            | Ministru pentru Afacerile Externe                                                                                  | funcție vacantă | 22 decembrie 2010  |
| Tonga                            | Ministru pentru Afacerile Externe                                                                                  | Feleti Sevele (prim-ministru) | 30 aprilie 2009    |
| Trinidad și Tobago               | Miniștri ai Afacerilor Externe (succesivi)                                                                         | Surujrattan Rambachan | 28 mai 2010        |
| Trinidad și Tobago               | Miniștri ai Afacerilor Externe (succesivi)                                                                         | Paula Gopee-Scoon | 7 noiembrie 2007   |
| Tunisia                          | Miniștri ai Afacerilor Externe (succesivi)                                                                         | Kamel Morjane | 14 ianuarie 2010   |
| Tunisia                          | Miniștri ai Afacerilor Externe (succesivi)                                                                         | Abdelwahab Abdallah | 17 august 2005     |
| Turcia                           | Ministru al Afacerilor Externe                                                                                     | Ahmet Davutoglu | 1 mai 2009         |
| Turkmenistan                     | Ministru al Afacerilor Externe                                                                                     | Rașit Meredow | 7 iulie 2001       |
| Tuvalu                           | Miniștri pentru Afacerile Externe (succesivi)                                                                      | Apisai Ielemia | 24 decembrie 2010  |
| Tuvalu                           | Miniștri pentru Afacerile Externe (succesivi)                                                                      | Enele Sopoaga | 29 septembrie 2010 |
| Tuvalu                           | Miniștri pentru Afacerile Externe (succesivi)                                                                      | Apisai Ielemia (prim-ministru) | 14 august 2006     |
| Țările de Jos · (vezi și : §8)   | Miniștri ai Afacerilor Externe (succesivi)                                                                         | Uri Rosenthal | 14 octombrie 2010  |
| Țările de Jos · (vezi și : §8)   | Miniștri ai Afacerilor Externe (succesivi)                                                                         | Maxime Verhagen | 22 februarie 2007  |
| Ucraina                          | Miniștri ai Afacerilor Externe (succesivi)                                                                         | Konstantin Gryshchenko | 11 martie 2010     |
| Ucraina                          | Miniștri ai Afacerilor Externe (succesivi)                                                                         | Pétro Porochenko | 9 octombrie 2009   |
| Uganda                           | Ministru al Afacerilor Externe                                                                                     | Sam Kutesa | 13 ianuarie 2005   |
| Ungaria                          | Miniștri ai Afacerilor Externe (succesivi)                                                                         | János Martonyi | 29 mai 2010        |
| Ungaria                          | Miniștri ai Afacerilor Externe (succesivi)                                                                         | Péter Balázs | 20 aprilie 2009    |
| Uruguay                          | Miniștri ai Relațiilor Externe (succesivi)                                                                         | Luis Almagro | 1 martie 2010      |
| Uruguay                          | Miniștri ai Relațiilor Externe (succesivi)                                                                         | Pedro Vaz | 31 august 2009     |
| Uzbekistan                       | Minștri ai Afacerilor Externe (succesivi)                                                                          | Elyor Ganiyev | 28 decembie 2010   |
| Uzbekistan                       | Minștri ai Afacerilor Externe (succesivi)                                                                          | Vladimir Norov | 12 iulie 2006      |
| Vanuatu                          | Miniștri pentru Afacerile Externe (succesivi)                                                                      | George Wells | 2 decembrie 2010   |
| Vanuatu                          | Miniștri pentru Afacerile Externe (succesivi)                                                                      | Joe Natuman | 19 iunie 2009      |
| Vatican / Sfântul Scaun          | Secretar pentru Relațiile cu Statele (Sfântul Scaun)                                                               | Dominique Mamberti | 15 septembrie 2006 |
| Venezuela                        | Ministru al Puterii Populare pentru Afacerile Externe                                                              | Nicolás Maduro | 8 august 2006      |
| Vietnam                          | Ministru al Afacerilor Externe                                                                                     | Pham Gia Khiem | 28 iunie 2006      |
| Yemen                            | Ministru al Afacerilor Externe                                                                                     | Abou Bakr al-Kerbi | 7 aprilie 2001     |
| Zambia                           | Ministru al Afacerilor Externe                                                                                     | Kabinga Pande | 22 august 2007     |
| Zimbabwe                         | Ministru al Afacerilor Externe                                                                                     | Simbarashe Mumbengegwi | 15 aprilie 2005    |

## State independente recunoscute parțial
| Statul                          | Separat din                                 | Funcția | Numele                    | Începând cu        |
| ------------------------------- | ------------------------------------------- | --- | ------------------------- | ------------------ |
| Abhazia                         | Georgia                                     | Miniștri pentru Afacerile Externe (succesivi)                                                                   | Maxim Gvinjia             | 26 februarie 2010  |
| Abhazia                         | Georgia                                     | Miniștri pentru Afacerile Externe (succesivi)                                                                   | Sergey Shamba             | 15 decembrie 2004  |
| Ciprul de Nord                  | Cipru                                       | Ministru al Afacerilor Externe                                                                                  | Hüseyin Özgürgün          | 5 mai 2009         |
| Kosovo                          | Serbia                                      | Miniștri ai Afacerilor Externe (succesivi)                                                                      | Vlora Çitaku (interimară) | 18 octombrie 2010  |
| Kosovo                          | Serbia                                      | Miniștri ai Afacerilor Externe (succesivi)                                                                      | Skënder Hyseni            | 15 iunie 2008      |
| Osetia de Sud                   | Georgia                                     | Ministru al Afacerilor Externe                                                                                  | Murat Dzhioyev            | 1998               |
| Statul Palestina (vezi și : §4) | Israel · Autoritatea Națională Palestiniană | Seful Départementului Relațiilor Internaționale al Comitului Executiv al Organizației de Eliberare a Palestinei | Ghassan al Shakaa         | 27 august 2009     |
| Sahara occidentală              | ' Maroc                                     | Ministru al Afacerilor Externe                                                                                  | Mohamed Salem Ould Salek  | 21 ianuarie 1998   |
| Taiwan                          | China                                       | Ministru al Afacerilor Externe                                                                                  | Timothy Yang              | 10 septembrie 2009 |

## State independente nerecunoscute
| Statul             | Separat din        | Funcția                                                                 | Numele                  | Începând cu       |
| ------------------ | ------------------ | ----------------------------------------------------------------------- | ----------------------- | ----------------- |
| Karabahul de Munte | Azerbaidjan        | Ministru al Afacerilor Externe                                          | Georgy Petrosyan        | 26 decembrie 2005 |
| Somaliland         | Somalia            | Miniștri ai Afacerilor Externe și Cooperării Internaționale (succesivi) | Mohamed Abdullahi Omar  | 28 iulie 2010     |
| Somaliland         | Somalia            | Miniștri ai Afacerilor Externe și Cooperării Internaționale (succesivi) | Abdillahi Mohamed Duale | aprilie 2006      |
| Transnistria       | Moldova, Republica | Ministru al Afacerilor Externe                                          | Vladimir Iastrebtchak   | 1 iulie 2008      |

## Entități cu statut apropiat de cel de stat
| Entitate                                                 | Funcție                                                                                   | Nume               | Începând cu       |
| -------------------------------------------------------- | ----------------------------------------------------------------------------------------- | ------------------ | ----------------- |
| Ordinul de Malta                                         | Mare Cancelar                                                                             | Jean-Pierre Mazery | 16 aprilie 2005   |
| Autoritatea Națională Palestiniană (vezi și : §2 și §10) | Ministru al Afacerilor Externe                                                            | Riyad al-Maliki    | 1 septembrie 2007 |
| Uniunea Europeană                                        | Înalt Reprezentant al Unuinii Europene pentru Afacerile Externe și Politica de Securitate | Catherine Ashton   | 1 decembrie 2009  |

## Departamente și colectivități de peste mări și teritorii cu statut special franceze
| Teritoriu          | Suveranitate | Funcția    | Numele            | Începând cu       |
| ------------------ | ------------ | ---------- | ----------------- | ----------------- |
| Polinezia Franceză | Franța       | Președinte | Gaston Tong Sang1 | 24 noiembrie 2009 |

## Dependințe și teritorii speciale ale Noii-Zeelande
| Teritoriu      | Suveranitate  | Funcția                                                  | Numele                              | Începând cu       |
| -------------- | ------------- | -------------------------------------------------------- | ----------------------------------- | ----------------- |
| Cook, Insulele | Noua Zeelandă | Miniștri ai Afacerilor Externe și Imigrației (succesivi) | Tom Marsters                        | 3 decembrie 2010  |
| Cook, Insulele | Noua Zeelandă | Miniștri ai Afacerilor Externe și Imigrației (succesivi) | Robert Wigmore                      | 6 ianuarie 2010   |
| Cook, Insulele | Noua Zeelandă | Miniștri ai Afacerilor Externe și Imigrației (succesivi) | Jim Marurai (premier)               | 23 decembrie 2009 |
| Niue, Insule   | Noua Zeelandă | Ministru al Agențiilor Centrale                          | Toke Tufukia Talagi (prim-ministru) | 19 iunie 2008     |
| Tokelau        | Noua Zeelandă | Șefi ai guvernului (succesivi)                           | Kuresa Nasau                        | 22 martie 2010    |
| Tokelau        | Noua Zeelandă | Șefi ai guvernului (succesivi)                           | Foua Toloa                          | 21 februarie 2009 |

## Teritorii speciale ale Statelor Unite ale Americii
| Teritoriu  | Suveranitate               | Funcția          | Numele             | Începând cu     |
| ---------- | -------------------------- | ---------------- | ------------------ | --------------- |
| Porto Rico | Statele Unite ale Americii | Secretar de stat | Kenneth McClintock | 2 ianuarie 2009 |

## Teritorii speciale ale Regatului Țărilor de Jos
| Teritoriu         | Suveranitate  | Funcția                        | Numele                                | Începând cu       |
| ----------------- | ------------- | ------------------------------ | ------------------------------------- | ----------------- |
| Antilele Olandeze | Țările de Jos | Ministru al Afacerilor Externe | administrație dizolvată               | 10 octombrie 2010 |
| Antilele Olandeze | Țările de Jos | Ministru al Afacerilor Externe | Emily de Jongh-Elhage (prim-ministru) | 26 martie 2006    |

## Alte teritorii nesuverane
| Teritoriu           | Suveranitate recunoscută internațional | Funcția                                  | Numele                  | Începând cu        |
| ------------------- | -------------------------------------- | ---------------------------------------- | ----------------------- | ------------------ |
| Feroe, Insulele     | Danemarca                              | Ministru al Afacerilor Externe           | Jørgen Niclasen         | 26 septembrie 2008 |
| Groenlanda          | Danemarca                              | Ministru al Afacerilor Externe           | Kuupik Kleist (premier) | 12 iunie 2009      |
| Kurdistanul Irakian | Irak                                   | Șeful Departamentului de Relații Externe | Falah Mustafa Bakir     | septembrie 2000    |

## Guverne în exil și / sau alterantive
| Entitate                        | Suveranitate                                                                                                 | Funcția                                                        | Numele               | Începând cu       |
| ------------------------------- | --- | -------------------------------------------------------------- | -------------------- | ----------------- |
| Guvernul Alternativ al Estoniei | Estonia · (Guvern „în exil” care se consideră succesor al guvernului în exil din timpul ocupației sovietice) | Ministru al afacerilor externe                                 | funcție vacantă      | 14 decembrie 2003 |
| Gaza, Fȃșia                     | Autoritatea Națională Palestiniană (Guvern al Hamas)                                                         | Ministru al Afacerilor Externe                                 | funcție vacantă      | 15 iunie 2007     |
| Puntland                        | Somalia · (Guvernul statului autonom Puntland)                                                               | Miniștri ai Relațiilor Internaționale (succesivi)              | Daud Mohamed Omar    | 2010              |
| Puntland                        | Somalia · (Guvernul statului autonom Puntland)                                                               | Miniștri ai Relațiilor Internaționale (succesivi)              | Farah Adan Dhala     | 2009              |
| Administrația Centrală Tibetană | China (Guvern în exil)                                                                                       | Kalon (ministru) al Informațiilor și Relațiilor Internaționale | Kesang Yangkyi Takla | 25 mai 2007       |

## Diviziuni administrative autonome
Au fost prezentate doar diviziunile administrative care au în cadrul guvernului local portofoliul de ministru al afacerilor externe sau echivalent
| Diviziune                    | Aparține de  | Funcția                                                           | Numele                            | Începând cu        |
| ---------------------------- | ------------ | ----------------------------------------------------------------- | --------------------------------- | ------------------ |
| Baden-Württemberg            | Germania     | Ministru al Afacerilor Federale, Europene și Internaționale       | Wolfgang Reinhart                 | aprilie 2005       |
| Regiunea Capitalei Bruxelles | Belgia       | Ministru Responsabil pentru Relațiile Externe                     | Jean-Luc Vanraes                  | 17 iulie 2009      |
| Flandra                      | Belgia       | Ministru pentru Politica Externă                                  | Kris Peeters (ministru prezident) | 22 septembrie 2008 |
| Québec                       | Canada       | Miniștri ai Relațiilor Internaționale și Francofoniei (succesivi) | Monique Gagnon-Tremblay           | 11 august 2010     |
| Québec                       | Canada       | Miniștri ai Relațiilor Internaționale și Francofoniei (succesivi) | Pierre Arcand                     | 18 decembrie 2008  |
| Scoția                       | Regatul Unit | Secretar al Cabinetului pentru Afacerile Externe                  | Fiona Hyslop                      | 1 decembrie 2000   |
| Valonia                      | Belgia       | Ministru prezident                                                | Rudy Demotte                      | 15 iulie 2009      |
| Țara Galilor                 | Regatul Unit | Prim ministru                                                     | Carwyn Jones                      | 10 decembrie 2009  |